# 埃爾克 (印第安納州)
埃爾克（英語：Elk）是位於美國印地安納州摩根縣的一個非建制地區。該地的面積和人口皆未知。